# Gianni Infantino
Giovanni Vincenzo Infantino (n. 23 martie 1970, Brigue-Glis, Cantonul Valais, Elveția) este un administrator din domeniul fotbalului. În prezent, este președintele FIFA din 2016.

## Biografie
Gianni Infantino s-a născut la 23 martie 1970 în Brig, Elveția. Este fiul părinților imigranți italieni din Calabria și Lombardia. A studiat dreptul la Universitatea din Fribourg. Cunoaște fluent limbile italiană, franceză și germană și cunoaște de asemenea limba engleză, spaniolă și araba.

## Carieră
Infantino a lucrat ca secretar general al Centrului Internațional pentru Studii Sportive (CIES) de la Universitatea din Neuchâtel.

### UEFA
Gianni Infantino a început să lucreze cu UEFA în august 2000 și a fost numit director al diviziei de afaceri juridice și de licențiere a clubului UEFA în ianuarie 2004. A devenit secretar general adjunct al UEFA în 2007 și secretar general al UEFA în octombrie 2009. În timpul său, UEFA a introdus jocul financiar echitabil și un sprijin comercial îmbunătățit pentru asociațiile naționale mai mici. El a supravegheat extinderea UE 2016 la 24 de echipe și a jucat un rol în concepția Ligii Națiunilor UEFA și UE 2020 Euro 2020, care va avea loc în 13 țări europene.În 2015, guvernul grec a decis să introducă o nouă lege privind sportul ca răspuns la recentele scandaluri și acte de violență și corupție, în special în fotbalul grec. Gianni Infantino, în calitate de secretar general al UEFA, a condus negocierile cu guvernul grec și a sprijinit avertizarea Federatiei de fotbal a Greciei că se confruntă cu suspendarea din partea fotbalului internațional pentru intervenția guvernului.

### FIFA
Infantino a fost membru al Comitetului de reformă al FIFA. La 26 octombrie 2015, a primit sprijinul Comitetului Executiv al UEFA pentru a reprezenta funcția de președinte în cadrul Congresului Extraordinar al FIFA din 2016. În aceeași zi, și-a confirmat candidatura și a depus declarațiile de susținere necesare. El a promis să extindă Cupa Mondială FIFA la 40 de echipe. La 26 februarie 2016, a fost ales președinte al FIFA pentru o perioadă de 3 ani. Cu alegerea sa, el a devenit primul italian care deține președinția FIFA.

### Documentele din Panama
Infantino a fost implicat în scandalul corupției FIFA în documentele publicate în documentele Panama. Acestea arată că UEFA a efectuat tranzacții cu cifrele inculpate, unde anterior au negat orice relație. Infantino a declarat că este "uluit" de rapoarte și că nu a tratat personal părțile implicate.

## Investigațiile etice ale FIFA
În iulie 2016, Infantino a fost suspectat că a încălcat codul de etică al FIFA și a fost intervievat de camera de cercetare a Comitetului de etică al FIFA. Ancheta a fost axată pe trei domenii: "mai multe zboruri efectuate de domnul Infantino în primele luni ale președinției sale, chestiuni legate de resursele umane legate de procedurile de angajare în cabinetul președintelui și refuzul dlui Infantino de a semna contractul specificându-și relația de muncă cu FIFA". Chiar dacă s-a scurs un document care a indicat cheltuieli nelegitime ale fondurilor FIFA, chestiunea privind cheltuielile și guvernanța nu a fost investigată. Documentul a arătat că Infantino a facturat FIFA pentru cheltuieli personale, cum ar fi 8795 de lire sterline pentru saltele la domiciliu, 6829 de lire sterline pentru un aparat de exerciții pas cu pas, 1086 pentru un tuxedo, 677 pentru flori și 132 pentru spalatul personal. În plus, el a facturat organismului de conducere al FIFA pentru un conducător extern pentru familia și consilierii săi în timp ce acesta era departe.

## Viață personală
Infantino este căsătorit cu libaneza Leena Al Ashqar; cuplul are patru copii. Este un fan al clubului italian din Seria A, Inter Milano.

## Legături externe
- en Biography on UEFA website